# 미나미쿠메촌
미나미쿠메촌(南久米村)은 에히메현 기타군에 설치된 촌이다. 